# Rafik Deghiche
 (novembre 2018).
Si vous disposez d'ouvrages ou d'articles de référence ou si vous connaissez des sites web de qualité traitant du thème abordé ici, merci de compléter l'article en donnant les références utiles à sa vérifiabilité et en les liant à la section « Notes et références ».
Rafik Deghiche (en arabe : رفيق دغيش) est un footballeur algérien né le 1er octobre 1983 à Zéralda, dans la banlieue d'Alger. Il évoluait au poste d'attaquant. Il est le frère de Mesbah Deghiche, également footballeur.

## Biographie
Rafik Deghiche joue en Division 1 avec les clubs de l'USM Alger, de la JSM Béjaïa, et du WA Tlemcen.
Il participe à la Ligue des champions d'Afrique en 2003 et 2004 avec l'USMA.

## Palmarès
- Champion d'Algérie en 2003 et 2005 avec l'USM Alger.
- Vice-champion d'Algérie en 2004 avec l'USM Alger.
- Vainqueur de la coupe d'Algérie en 2003 et 2004 avec l'USM Alger.
- Finaliste de la coupe d'Algérie en 2008 avec le WA Tlemcen.
- Accession en Ligue 1 en 2006 avec la JSM Béjaïa.